# 아흐메드 카노
아흐메드 무바라크 오바이드 알마하이즈리(아랍어: أحمد مبارك أحمد عبيد المحيجري, Ahmed Mubarak Obaid al-Mahaijri, 1985년 2월 23일 ~ )는 흔히 아흐메드 무바라크(Ahmed Mubarak) 또는 아흐메드 카노(Ahmed Kano)로 불리는 오만의 전 축구 선수로 과거 수비형 미드필더로 활약했으며 오만 대표팀 내의 국제 A매치 최다 출전 기록 보유자이자 FIFA 센추리클럽에 가입한 23명의 오만 선수 가운데 하나로 손꼽힌다.

## 클럽 경력
2000년 자국 프로리그 소속팀인 알오루바 SC에서 데뷔한 이후 23년간 사우디 프로페셔널리그, UAE 프로리그, 카타르 스타스 리그 등에서 활동하며 2번의 리그 우승 및 3번의 리그 준우승, 5번의 리그 컵대회 우승 및 5번의 리그 컵대회 준우승, 2005년 AFC 챔피언스리그 준우승, 오만 슈퍼컵 2회 우승 등의 굵직한 성과를 거두었다.

## 국가대표팀 경력
2003년 오만 A대표팀에 처음으로 합류한 뒤 아랍에미리트와의 2003-04년 아라비안 걸프컵 3차전에서 국제 A매치 데뷔골을 신고하며 팀의 대회 4위의 성적에 일조했고 이후 7번의 걸프컵 대회에서 2골을 기록하며 2번의 우승과 2번의 준우승, 약 10년만의 걸프컵 4위의 성적에 이바지했다.
그리고 FIFA 월드컵 아시아 지역 예선에서도 8골을 터뜨렸고 특히 2014년 FIFA 월드컵 아시아 지역 2차 예선과 3차 예선에서 3골을 집중시키며 11년만의 오만의 월드컵 아시아 지역 최종 예선 진출을 이끌었다.
또한 2019년 AFC 아시안컵 3차 예선에서도 6경기 3골을 터뜨리며 통산 4번째이자 2회 연속 아시안컵 본선행을 이끌었고 투르크메니스탄과의 2019년 AFC 아시안컵 F조 조별리그 최종전에서 선제골을 터뜨리며 오만 축구 역사상 메이저 대회 첫 16강 진출에 기여했으며 16년동안 A매치 통산 180경기 23골을 기록한 후 국가대표팀 유니폼을 반납했다.

## 수상

### 클럽
알오루바 SC
- 오만 프로리그 : 우승 (2001-02, 2014-15), 준우승 (2000-01), 3위 (2003-04)
- 술탄 콰부스컵 : 우승 (2001), 준우승 (2000)
- 오만 슈퍼컵 : 우승 (2000, 2002)

 알아인 FC
- UAE 프로리그 : 준우승 (2004-05)
- UAE 프레지던트컵 : 우승 (2004-05)
- UAE 페더레이션컵 : 우승 (2004-05)
- AFC 챔피언스리그 엘리트 : 준우승 (2005)

 알라이얀 SC
- 카타르 스타스 리그 : 4위 (2005-06, 2006-07)
- 카타르 에미르컵 : 우승 (2005-06)
- 셰이크 자심컵 : 준우승 (2006)

 알사일리야 SC
- 셰이크 자심컵 : 준우승 (2007)

 알아흘리 사우디
- 사우디 크라운 프린스컵 : 준우승 (2009-10)

 이티파크 FC
- 사우디 크라운 프린스컵 : 준우승 (2010-11)

판자 SC
- 오만 프로리그 : 준우승 (2013-14)
- 술탄 콰부스컵 : 우승 (2013-14)

### 국가대표팀
오만
- 아라비안 걸프컵 : 우승 (2009, 2017-18), 준우승 (2004, 2007), 4위 (2003-04, 2014)
- 에어마린컵 : 우승 (2019)

## 같이 보기
- A매치 100경기 이상 출전한 축구 선수 명단